# Chitrella welbourni
Espèce
Chitrella welbourni est une espèce de pseudoscorpions de la famille des Syarinidae.

## Distribution
Cette espèce est endémique du Nouveau-Mexique aux États-Unis. Elle se rencontre dans le parc national des grottes de Carlsbad dans la grotte Ogle Cave.

## Description
Le mâle holotype mesure 3,0 mm et la femelle paratype 3,05 mm.

## Étymologie
Cette espèce est nommée en l'honneur de W. Calvin Welboum.

## Publication originale
- Muchmore, 1992 : Cavernicolous pseudoscorpions from Texas and New Mexico (Arachnida: Pseudoscorpionida). Texas Memorial Museum, Speleological Monographs, vol. 3, p. 127-153.